# 坂ノ下 (鎌倉市)
坂ノ下（さかのした）は神奈川県鎌倉市鎌倉地域にある大字。丁番を持たない単独町名である。住居表示実施済み区域。

## 地理・歴史
地名の由来は、『新編相模国風土記稿』によると鎌倉七口の一つである極楽寺坂切通の坂下にあることによる。吾妻鏡には記載がなく戦国時代からの呼称と考えられ、徳川家康が関東に移封になってから天領になり、村名も江戸時代に記録がなされている。旧高旧領取調帳では64石余とされている。
明治22年（1889年）の町村制により西鎌倉村に属し、明治27年に鎌倉町坂ノ下となる。昭和47年（1972年）2月1日の住居表示により、長谷の一部を含めて新町名「坂ノ下」となる。

### 地価
住宅地の地価は、2023年（令和5年）1月1日の公示地価によれば、坂ノ下28-2の地点で21万3000円/m2となっている。

## 世帯数と人口
2023年（令和5年）9月1日現在（鎌倉市発表）の世帯数と人口は以下の通りである。
| 町丁   | 世帯数  | 人口    |
| ------ | ------- | ------- |
| 坂ノ下 | 515世帯 | 1,198人 |

### 人口の変遷
国勢調査による人口の推移。
| 年                 | 人口  |
| ------------------ | ----- |
| 1995年（平成7年）  | 1,320 |
| 2000年（平成12年） | 1,148 |
| 2005年（平成17年） | 1,219 |
| 2010年（平成22年） | 1,326 |
| 2015年（平成27年） | 1,253 |
| 2020年（令和2年）  | 1,262 |

### 世帯数の変遷
国勢調査による世帯数の推移。
| 年                 | 世帯数 |
| ------------------ | ------ |
| 1995年（平成7年）  | 464    |
| 2000年（平成12年） | 452    |
| 2005年（平成17年） | 475    |
| 2010年（平成22年） | 520    |
| 2015年（平成27年） | 505    |
| 2020年（令和2年）  | 553    |

## 学区
市立小・中学校に通う場合、学区は以下の通りとなる（2017年7月時点）。
| 番地 | 小学校                 | 中学校             |
| ---- | ---------------------- | ------------------ |
| 全域 | 鎌倉市立稲村ケ崎小学校 | 鎌倉市立御成中学校 |

## 事業所
2021年（令和3年）現在の経済センサス調査による事業所数と従業員数は以下の通りである。
| 町丁   | 事業所数 | 従業員数 |
| ------ | -------- | -------- |
| 坂ノ下 | 55事業所 | 361人    |

### 事業者数の変遷
経済センサスによる事業所数の推移。
| 年                 | 事業者数 |
| ------------------ | -------- |
| 2016年（平成28年） | 52       |
| 2021年（令和3年）  | 55       |

### 従業員数の変遷
経済センサスによる従業員数の推移。
| 年                 | 従業員数 |
| ------------------ | -------- |
| 2016年（平成28年） | 368      |
| 2021年（令和3年）  | 361      |

## 施設

### 寺社・旧跡
- 御霊神社（権五郎神社）
- 星の井（星月夜の井）
- 星井寺（虚空蔵堂）

### その他
- 鎌倉パークホテル